# ワシリー・ラザレフ
ワシリー・グリゴリエヴィッチ・ラザレフ（ロシア語: Василий Григорьевич Лазарев、1928年2月23日 - 1990年12月31日）はソビエト連邦の宇宙飛行士。

## 略歴
1951年に高等空軍学校を卒業する。ソ連空軍での階級は大佐。
1964年5月26日に宇宙飛行士に選抜され、1973年のソユーズ12号に船長として搭乗。フライトエンジニアのオレグ・マカロフと共に、改良されたソユーズ宇宙船のテストを行った。
更に、1975年のソユーズ18a号にマカロフと共に搭乗したものの、ロケットの故障により第2段と3段の分離に失敗して軌道には到達せず、宇宙船は高度192kmで切り離されアルタイ山脈へ緊急帰還に成功した。しかし、無理な大気圏突入（15Gもの力が掛かった）に加え、着地時に強い衝撃を受けた事から、体を傷めてしまった。
1985年11月27日に宇宙飛行士を引退。
1990年モスクワで、アルコール中毒によって死去。